# Fabian Cancellara
Fabian Cancellara (n. 18 martie 1981, Wohlen bei Bern⁠(d), Berna, Elveția) este un ciclist elvețian, medaliat olimpic. A participat la 4 ediții ale Jocurilor Olimpice (2004, 2008, 2012, 2016) în care a câștigat o medalie de aur și o medalie de argint.